# Stephen Hatton

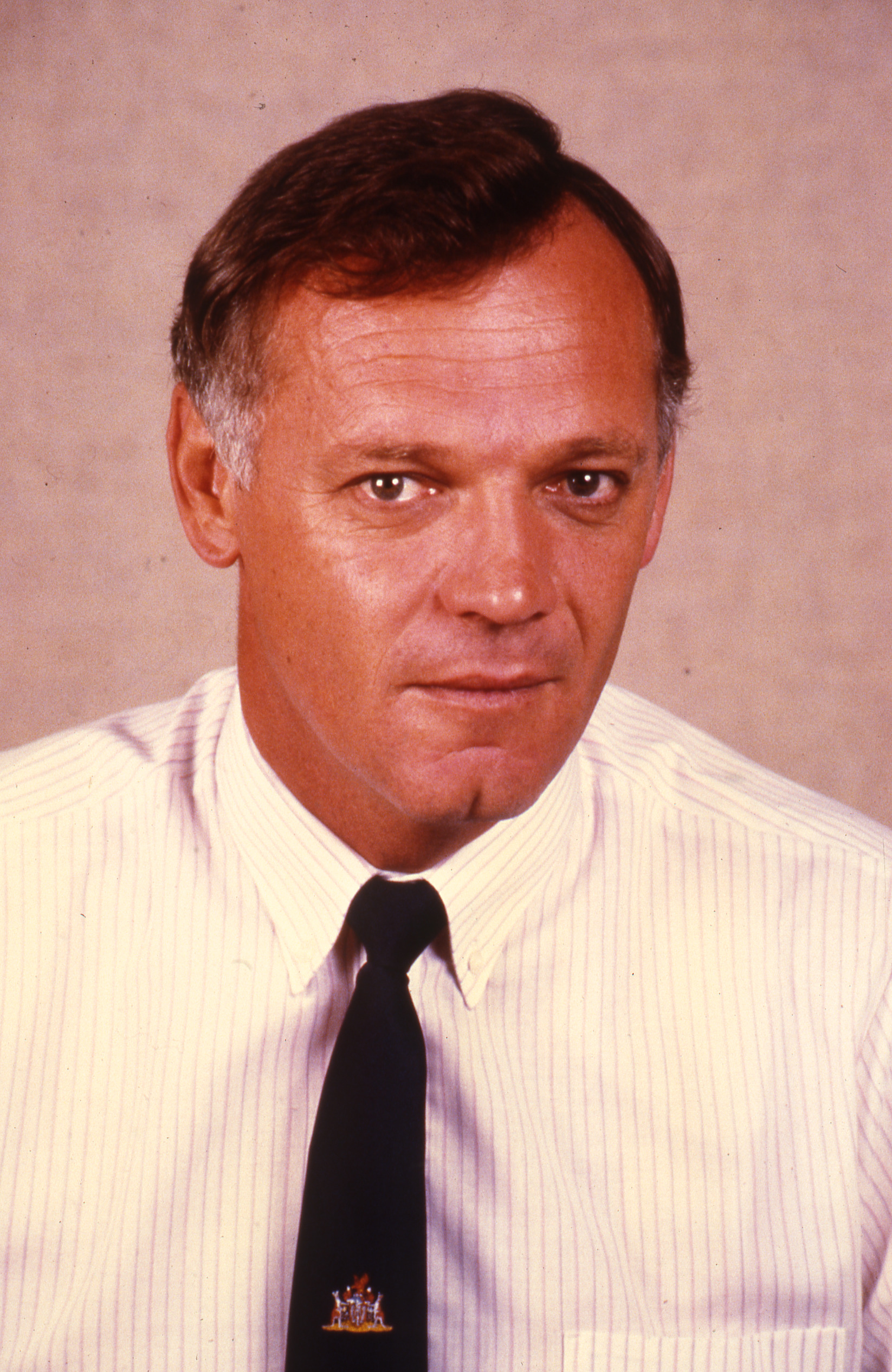
Stephen Hatton

Hon. Stephen Paul Hatton (* 28. Januar 1948 in Sydney, New South Wales) ist ein australischer Politiker der Country Liberal Party (CLP), der unter anderem zwischen 1986 und 1988 Chief Minister des Northern Territory war.

## Leben
Stephen Paul Hatton absolvierte ein Studium an der University of New South Wales und wurde für die Country Liberal Party (CLP) bei der Wahl am 3. Dezember 1983 als Nachfolger von Dawn Lawrie im Wahlkreis „Nightcliff“ erstmals zum Mitglied der Northern Territory Legislative Assembly und gehörte dieser bis zum 17. August 2001 an, woraufhin Jane Aagaard zu seiner Nachfolgerin in diesem Wahlkreis gewählt wurde.
Am 21. Dezember 1984 wurde Hatton in die Regierung von Chief Minister Ian Tuxworth berufen und fungierte in dieser bis zum 14. Mai 1986 als Minister für Primärproduktion und war zugleich zwischen dem 21. Dezember 1984 bis zum 14. Mai 1986 Minister für Land, Minister für Häfen und Fischerei sowie Minister für Naturschutz und zuletzt vom 28. April bis zum 14. Mai 1986 auch noch Minister für Bergbau und Energie.
Nach dem Rücktritt von Ian Tuxworth wurde Ian Tuxworth am 15. Mai 1986 Vorsitzender der CLP und übernahm zugleich den Posten als Chief Minister des Northern Territory. Er bekleidete diese Ämter bis zu seinem Rücktritt am 13. Juli 1988 und wurde daraufhin von Marshall Perron abgelöst. In seiner Regierung übernahm er zwischen dem 1. und dem 7. Mai 1987 kurzzeitig den Posten als Minister für Arbeit und Verwaltungsdienste.
In der Regierung seines Nachfolger Marshall Perron übernahm Stephen Hatton vom 4. September 1989 bis zum 12. November 1990 die Posten als Minister für Gesundheit und Gemeindedienste sowie als Minister für Naturschutz und war danach zwischen dem 13. November 1990 und dem 29. November 1992 Minister für Industrie und Entwicklung. Nach einer weiteren Umbildung der Regierung Perron fungierte er vom 30. November 1992 bis zum 25. Mai 1995 als Minister für die Entwicklung der Ureinwohner sowie als Minister für Land, Wohnungsbau und Kommunalverwaltung und zuletzt zwischen dem 18. Juli 1994 und dem 25. Mai 1995 zusätzlich als Beigeordneter Minister beim Chief Minister für Angelegenheiten der Verfassungsentwicklung. In der Regierung von Chief Minister Shane Stone übernahm er zwischen dem 1. Juli 1995 dem 14. September 1997 das Amt als Minister für Sport und Freizeit sowie zugleich vom 1. Juli 1995 bis zum 20. Juni 1996 als Generalstaatsanwalt, Minister für Bildung und Ausbildung und als Minister für Verfassungsentwicklung. Nach einer Regierungsumbildung war er zwischen dem 21. Juni 1996 und dem 14. September 1997 darüber hinaus Minister für Strafvollzug, Minister für Parks und Wildtiere sowie Minister für ethnische Angelegenheiten. Zuletzt fungierte in der Regierung von Chief Minister Denis Burke vom 25. August 1999 bis zum 30. Januar 2000 als Parlamentarischer Staatssekretär beim Chief Minister für Fragen der Eigenstaatlichkeit. Für seine Verdienste wurde ihm am 1. Januar 2001 anlässlich des 100-jährigen Bestehens des Australischen Bundes die Centenary Medal verliehen.